# 馬修·麥克諾提
馬修·麥克諾提（Michael Anthony McNulty，1982年12月14日—）是英國的一位演員，出生在曼徹斯特。麥克諾提已經結婚並有兩個兒子。

## 外部連結
- Matthew McNulty在互联网电影资料库（IMDb）上的資料（英文）
- Matthew McNulty at Hamilton Hodell